# Filip Starzyński (hokeista)
Filip Starzyński (ur. 26 stycznia 1993 w Warszawie) – polski hokeista, reprezentant Polski.

## Kariera klubowa
- Okanagan Hockey Academy (2009-2010)
- Los Angeles Jr. Kings U18 (2010-2011)
- Aberdeen Wings (2011)
- Bismarck Bobcats (2011-2014)
- Northern Michigan University Wild Cats (2015-2018)
- GKS Katowice (2018-2021)
- GKS Tychy (2021-2023)
- JKH GKS Jastrzębie (2023-2024)

Urodził się w Polsce, w wieku 16 lat w 2009 otrzymał zaproszenie na obóz hokejowy Okanagan Hockey Academy w Penticton w Kanadzie i występował tam do 2010, następnie od 2010 przez rok był zawodnikiem zespołu juniorskiego Los Angeles Kings w lidze Mid West Elite Hockey League (MWEHL). Od września 2011 zawodnik drużyny Bismarck Bobcats z miasta Bismarck (Dakota Północna), występującej w rozgrywkach North American Hockey League (NAHL) (otrzymywał wyróżnienia w tej lidze) W sezonie 2013/2014 był kapitanem drużyny. W marcu poinformowano, że od sezonu 2014/2015 będzie zawodnikiem akademickiej drużyny w lidze NCAA (WCHA), w związku z podjęciem studiów na Uniwersytecie Alabama. Od 2015 był zawodnikiem drużyny Wild Cats uczelni Northern Michigan University, występującej w rozgrywkach NCAA. POd koniec października 2018 został hokeistą zespołu Tauron KH GKS Katowice w rozgrywkach Polskiej Hokej Ligi. Po sezonie 2018/2019 podjął decyzję o odejściu z klubu i wyjeździe za ocean, jednak ze względu na formalne problemy z wyjazdem podpisał nowy kontrakt w Katowicach. 1 czerwca 2021 ogłoszono jego transfer do GKS Tychy. W sierpniu 2023 związał się z JKH GKS Jastrzębie. Po sezonie 2023/2024 przerwał karierę.

## Kariera reprezentacyjna
W barwach reprezentacji Polski do lat 18 występował na mistrzostwach świata juniorów do lat 18 w 2010 i 2011 (Dywizja I). W barwach reprezentacji Polski do lat 20 wystąpił na mistrzostwach świata juniorów do lat 20 w 2012, 2013 (Dywizja I). Na turnieju MŚ do lat 20 Dywizji IB w Doniecku przyczynił się znacząco do zwycięstwa i awansu reprezentacji (wraz z nim skuteczne trio w ataku współtworzyli Kacper Guzik i Adam Domogała, łącznie trójka zdobyła 11 z wszystkich 20 goli oraz uzyskali 27 punktów). W barwach seniorskiej reprezentacji uczestniczył w turnieju mistrzostw świata edycji 2019, 2022 (Dywizja IB), 2023 (Dywizja IA).

## Sukcesy
Reprezentacyjne
- Awans do mistrzostw świata do lat 20 Dywizji I Grupy A: 2013
- Awans do mistrzostw świata I Dywizji Grupy A: 2022
- Awans do mistrzostw świata Elity: 2023

Klubowe
- Brązowy medal mistrzostw Polski: 2019, 2020[16] z GKS Katowice
- Puchar Polski: 2022 z GKS Tychy
- Srebrny medal mistrzostw Polski: 2023 z GKS Tychy
- Finał Pucharu Polski: 2023 z JKH GKS Jastrzębie

Indywidualne
- Mistrzostwa świata do lat 18 w hokeju na lodzie mężczyzn 2011/I Dywizja#Grupa B:
  - Najlepszy zawodnik reprezentacji w turnieju[17]
- Mistrzostwa Świata Juniorów w Hokeju na Lodzie 2013/I Dywizja#Grupa B:
  - Drugie miejsce w klasyfikacji kanadyjskiej turnieju: 8 punktów[18]
  - Drugie miejsce w klasyfikacji asystentów turnieju: 6 asyst[19]
  - Trzecie miejsce w klasyfikacji +/− turnieju: +6[20]
  - Czwarte miejsce w klasyfikacji skuteczności wygrywanych wznowień w turnieju: 57,89%[20]
- Puchar Kontynentalny 2018/2019#Superfinał:
  - Pierwsze miejsce w klasyfikacji skuteczności wygrywanych wznowień w turnieju: 71,43[21]
- Mistrzostwa Świata w Hokeju na Lodzie 2022 (I Dywizja)#Grupa B:
  - Czwarte miejsce w klasyfikacji skuteczności wygrywanych wznowień: 64,29%[22]